# Benedetto Emanuele di San Giuseppe
Benedetto di San Giuseppe (Alcamo, 4 gennaio 1847 – Torino, 15 ottobre 1906) è stato un politico italiano.

## Biografia
Benedetto Emanuele, barone di San Giuseppe e figlio di Ferdinando, era originario di Alcamo; conseguì la laurea in Giurisprudenza presso l'Università di Napoli e si sposò con Maria De Rosa.
Amico di Crispi, fu deputato per ben quattro legislature (dal 1880 al 1892): prima per il collegio di Partinico, poi per quello di Trapani. Fu quindi nominato senatore del Regno d'Italia il 10 ottobre 1892, ed eletto segretario nell'Ufficio di Presidenza: incarico che per diversi anni aveva tenuto anche alla Camera,, svolto in modo diligente e con delicatezza. Ebbe  anche cariche importanti nelle amministrazioni locali e fu consigliere provinciale di Trapani.
Durante la permanenza nella capitale per suoi impegni politici, diventò un personaggio famoso, soprattutto nel mondo della scherma poiché era un abile spadaccino. Spesso, comunque si ritrova nelle cronache mondane, anche in quelle curate da Gabriele D'Annunzio (in La Tribuna). Fu giudice in questioni d'onore e molto capace nel dirimerne molte, riuscendo più volte ad evitare dei duelli, arrivando alla conciliazione delle parti.
Alessandro Guiccioli scrive che nel 1895 si sfidò a duello per antichi rancori, e rimase leggermente ferito sul volto.
Morì quasi sessantenne a Torino, dove si era trasferito, sentendosi poco bene, per non essere di peso al senatore Medici di cui era ospite a Roma.